# Silfídeos
Silfídeos (Silphidae) é uma família de insectos coleópteros, com mais de 300 espécies descritas. O seu tamanho oscila entre 4 e 40 mm. A maioria das espécies alimentam-se de detritos.

## Características
Possui um corpo aplanado, de cor negra, a vezes com manchas amareladas ou vermelhas, e o tegumento é mole. Antenas curtas que terminam com uma protuberância.

## Biologia e ecologia
Tanto as larvas como os adultos vivem maioritariamente em cadáveres de animais, ainda que haja espécies associadas a vegetais em descomposição e excrementos, e outras são predadoras.
Possuem um complexo comportamento, já que enterram pequenos cadáveres e moldam con eles uma bola de alimento para as suas futuras larvas; a fêmea deposita alguns ovos numa galeria que escava nas redondezas e vai alimentando periodicamente as larvas com o conteúdo do cadáver enterrado.

## Subfamílias
Esta família apresenta onze subfamílias.
- Nicrophorinae
- Silphinae